# Dampierre-sur-le-Doubs
Dampierre-sur-le-Doubs és un municipi francès situat al departament del Doubs i a la regió de Borgonya - Franc Comtat. L'any 2007 tenia 503 habitants.

## Demografia

### Població
El 2007 la població de fet de Dampierre-sur-le-Doubs era de 503 persones. Hi havia 216 famílies de les quals 52 eren unipersonals (32 homes vivint sols i 20 dones vivint soles), 80 parelles sense fills, 64 parelles amb fills i 20 famílies monoparentals amb fills.
La població ha evolucionat segons el següent gràfic:
Habitants censats

### Habitatges
El 2007 hi havia 228 habitatges, 216 eren l'habitatge principal de la família, 2 eren segones residències i 11 estaven desocupats. 189 eren cases i 39 eren apartaments. Dels 216 habitatges principals, 169 estaven ocupats pels seus propietaris, 42 estaven llogats i ocupats pels llogaters i 5 estaven cedits a títol gratuït; 1 tenia una cambra, 11 en tenien dues, 27 en tenien tres, 56 en tenien quatre i 121 en tenien cinc o més. 181 habitatges disposaven pel capbaix d'una plaça de pàrquing. A 97 habitatges hi havia un automòbil i a 110 n'hi havia dos o més.

### Piràmide de població
La piràmide de població per edats i sexe el 2009 era:
| Homes | Edats   | Dones |
| ----- | ------- | ----- |
| 0     | 95 o +  | 0     |
| 0     | 90 a 94 | 0     |
| 0     | 85 a 89 | 4     |
| 0     | 80 a 84 | 0     |
| 0     | 75 a 79 | 4     |
| 8     | 70 a 74 | 4     |
| 0     | 65 a 69 | 16    |
| 28    | 60 a 64 | 12    |
| 20    | 55 a 59 | 12    |
| 16    | 50 a 54 | 16    |
| 32    | 45 a 49 | 32    |
| 20    | 40 a 44 | 12    |
| 4     | 35 a 39 | 16    |
| 36    | 30 a 34 | 20    |
| 8     | 25 a 29 | 16    |
| 20    | 20 a 24 | 4     |
| 12    | 15 a 19 | 4     |
| 16    | 10 a 14 | 24    |
| 16    | 5 a 9   | 16    |
| 12    | 0 a 4   | 16    |

## Economia
El 2007 la població en edat de treballar era de 346 persones, 263 eren actives i 83 eren inactives. De les 263 persones actives 240 estaven ocupades (125 homes i 115 dones) i 23 estaven aturades (12 homes i 11 dones). De les 83 persones inactives 42 estaven jubilades, 18 estaven estudiant i 23 estaven classificades com a «altres inactius».

### Ingressos
El 2009 a Dampierre-sur-le-Doubs hi havia 217 unitats fiscals que integraven 518 persones, la mediana anual d'ingressos fiscals per persona era de 19.231,5 €.

### Activitats econòmiques
Dels 19 establiments que hi havia el 2007, 1 era d'una empresa extractiva, 1 d'una empresa alimentària, 2 d'empreses de fabricació d'altres productes industrials, 4 d'empreses de construcció, 5 d'empreses de comerç i reparació d'automòbils, 2 d'empreses d'hostatgeria i restauració, 2 d'empreses immobiliàries, 1 d'una empresa de serveis i 1 d'una entitat de l'administració pública.
Dels 5 establiments de servei als particulars que hi havia el 2009, 2 eren fusteries, 1 lampisteria i 2 restaurants.
Dels 3 establiments comercials que hi havia el 2009, 1 era una botiga de menys de 120 m² i 2 botigues de material esportiu.

## Equipaments sanitaris i escolars
El 2009 hi havia una escola elemental.

## Poblacions més properes
El següent diagrama mostra les poblacions més properes.